# Бостън
 Тази статия е за града в Масачузетс.  За други значения вижте Бостън (пояснение).
Бостън (на английски: Boston) е град разположен на източното крайбрежие на САЩ. Той е столица и най-голям град на щата Масачузетс. Бостън е неофициалният икономически, културен и образователен център на Нова Англия. Градът има приблизително население от 590 763 жители за 2006 г., като заедно с предградията образува агломерация наречена Голям Бостън (Greater Boston), с население над 4 400 000 жители. Заедно с градовете Манчестър, Уорчестър и Провидънс (в щата Род Айлънд) агломерацията достига до 7 400 000 жители.

## История
Бостън е един от най-старите градове в САЩ. Основан е през 1630 г. от заселници – пуритани. Градът изиграва важна роля в борбата за независимост на САЩ. В околностите му се разиграват едни от най-важните битки между заселниците и армията на кралицата. В пристанището на Бостън се разиграва т.нар. Бостънско чаено парти.
След независимостта Бостън става един от главните пристанищни и производствени центрове на страната. Днес градът привлича над 16 млн. посетители от цял свят със своите забележителности, история и култура. Тук е открито първото американско обществено училище и първият колеж – Харвард през 1636 г. в предградието Кеймбридж. В Бостън е прекарано и първото метро на територията на САЩ.

## Образование
Бостън е един от първите градове в света, който може да се нарече космополитен. Със своите близо 100 университета, колежи и научни институции градът привлича над 250 хиляди млади хора от целия свят, което го прави един от най-големите и важни образователни центрове в света. По-известните университети и колежи са Харвард, Масачузетският технологически институт, Бостънският университет, Масачузетският колеж по фармация и здравни науки, Бостънският колеж, Бостънският институт по изкуство, Музикалната консерватория на Нова Англия, Колежът Бъркли и др.
Бостънските обществени училища са най-старата училищна система в САЩ. Системата приема над 57 000 ученици годишно, в своите 145 училища, включително и Бостънското латинско училище – най-старото обществено училище в САЩ от 1635 г. и други.

## Икономика
Икономиката на града се базира основно на изследванията, финансите, технологиите – особено на биотехнологиите. Бостън е един от градовете с най-висок стандарт на живот в САЩ. Бостънските колежи и университети имат голямо въздействие над градската и регионалната икономика. Те не само са осигуряват заетост и образование, но и работна ръка за града и региона. Студентите оставят ежегодно в града над 4 млрд. долара в университетите и града. Туризмът е основно перо в приходите на града. Ежегодно туристите харчат над 7 млрд. долара, като са направили града един от десетте най-посещавани града в САЩ. Друг важен отрасъл за градската икономика са финансовите и застрахователните услуги. Градът е също регионално седалище на много банки като Американска банка, Гражданска банка, Независима банка и др. В града има множество издателства и печатници. Градът е дом на четири конгресни и панаирни центъра. Градът е столица на щата и поради това тука се намират много федерални агенции, щатската администрация.
Много световни компании имат представителства в Бостън, част от тях са избрали града за седалище на своята дейност – Жилет, Проктър енд Гембъл, Ню Баланс (New Balance) и др. Бостън е дом на мениджърски консултантски фирми като Бостънската консултантска група.
По отношение на броя и концентрацията на хай-тех фирми Бостън (заедно с околностите) се нарежда на второ място в света след Силициевата долина. Много от тези компании се намират по протежението на Път №128 в Масачузетс (това е околовръстното шосе на Бостън). Когато в техническите среди се каже Път 128 се има предвид „Силициевата долина, която е на брега на Атлантическия океан“.

## Забележителности
Бостън е уникален сред американските градове, поради факта, че е смесица от европейска и американска култура. Огромна част от сградите са на повече от сто години. Бостън впечатлява с контраста от старо и ново – старите църкви са разположени точно под новите стъклени небостъргачи. Като едни от най-интересните места, които трябва да се посетят в града, могат да се определят следните:
- Музеят на науката, разполагащ с богата колекция от материали, в областта на техниката, биологията и астрономията.
- Музеят на изкуството, в който се намира една от най-големите колекции от картини на Моне, и голяма колекция от египетски мумии.
- Аквариумът на Нова Англия.
- Паркът на Бостън
- Крисчън Сайънс Чърч парк – Една от най-големите църкви в САЩ, която може да побере 3000 души.
- Симфъни Хол.
- Куинси Маркет – стар градски пазар, на който има огромно разнообразие от храни и места, където може да се яде кухня от цял свят, свърталище на артисти и художници;
- Китайският квартал.
- Кулата Пруденшъл – втората по-височина сграда в Бостън, в която има организирани помещения, от които се открива прекрасна гледка към целия Бостън и залива, т.нар. „скайуолк“ се помещава на 50-ия етаж.
- Кулата Джон Ханкок – най-високата сграда в Нова Англия и Бостън с 60 етажа (не се организират посещения).

## Транспорт
Бостън има няколко жп гари, които са комбинирани с автогари и го свързват с останалата част на САЩ и Канада. Градът има голямо пристанище и няколко летища, като летище „Логан“ (Logan Airport) е международно. До Бостън летят самолети от всички големи американски градове и най-големите градове в света. Тук има организиран градски транспорт и метро. Пътната мрежа в града е много добре структурирана. Градски магистрали свързват предградията с центъра и летището. Част от тях са прокарани под формата на тунели, като по този начин трафикът се пренасочва под земята. Единият от тунелите, които достигат до летището е прокаран под залива на Бостън.

## Квартали
1. Западен Роксбъри
2. Източен Бостън
3. Китайски квартал
4. Лонгуд
5. Мишън Хил
6. Олстън/Брайтън
7. Роксбъри
8. Хайд Парк
9. Южен Край
10. Северен Край
11. Южен Бостън
12. Бек Бей
13. Бийкън Хил
14. Фенуей
15. Дорчестър
16. Ривиър
17. Челси
18. Куинси
19. Дедам

## Българската общност
В Бостън има българска общност от около 2 – 3 хиляди души. През 2000 г. общността започва работа по събиране на средства за българска православна църква – „Света Петка“.